# Erik von Frenckell
Erik von Frenckell (né le 18 novembre 1887 a Helsinki et mort le 13 septembre 1977 à Espoo) est un fonctionnaire, un homme politique, et membre du comité olympique de Finlande.

## Biographie
Erik von Frenckell obtient son diplôme d'ingénieur à l'université technique de Dresde, en Allemagne, en 1912, puis il retourne en Finlande.
En 1912, Erik von Frenckell épouse Ester-Margaret Lindberg (fi), chercheuse en histoire du théâtre.
La directrice de théâtre Vivica Bandler est leur fille.
Il est inhumé au cimetière d'Hietaniemi.

## Carrière
Ses premières fonctions sont liées aux opérations boursières : il est directeur général d'Emissioni Oy de 1917 à 1921 puis rédacteur en chef correspondant de Finansbladet de 1924 à 1940.
Pendant la guerre civile finlandaise, il a sert dans le comité des finances présidé par Ossian Donner à Stockholm comme collecteur de fonds de la Garde blanche.
De 1927 à 1939, il est député du Parti populaire suédois.
De 1931 à 1955, il est adjoint au maire d'Helsinki, chargé des affaires immobilières, puis des affaires monétaires.
En 1919, Erik Von Frenckell devient membre du Comité olympique finlandais.
Son adhésion durera très longtemps: 57 ans, jusqu'en 1976.
Erik von Frenckell est élu président du comité d'organisation olympique des jeux olympiques d'été de 1952.

## Reconnaissance
- 1948, Grande croix du mérite de la culture sportive et du sport finlandais (fi).
- 1954, Titre de maire
- 1993, Temple de la renommée du football finlandais